# 柴田平美
柴田 平美（しばた なるみ、1992年9月9日 - ）は、北海道文化放送（UHB）のアナウンサー。
北海道根室市生まれ。身長156cm。血液型O型。北海道根室高等学校、藤女子大学文学部卒業。同高校3年だった2010年、当時TBSで放送されていた『紳助社長のプロデュース大作戦！』内の企画だった「新人グラビアアイドル発掘プロジェクト」コーナーに出演。その後2014年にミス・ユニバースジャパン北海道大会審査員特別賞を受賞。2015年UHB入社。同年6月8日の朝のニュースで初鳴き。

## 出演
- みんなのテレビ→みんテレ
  - 未来へ伝えたい「キセキの北海道めし」（毎月最終木曜日）[3]。
- バタバタ・シバタ!
- みちゅバチのよーーく見てッ!
- 札幌乙女ごはん。（テレビアニメ、佐野夏子 役）
- EXILE TRIBE 男旅（ナレーター）
- SAPPORO COLLECTION（2018年4月28日） - MC
- 土曜プレミアム さんまのFNS全国アナウンサー一斉点検 （フジテレビ 2019年2月9日）- FNS系列局アナウンサーとして
- みんなで道フェス！2019（2019年2月23日、北海道内テレビ6局による合同制作の同時生放送特別番組）
- いっとこ! みんテレ(2020年4月11-) MC
- こちら札幌市中央区大通公園前時計台ビル派出所 - エフエム北海道（AIR-G'）
- UHBニュース

映画
- 無理しない ケガしない 明日も仕事! 新根室プロレス物語（2024年1月2日公開） - ナレーション

吹き替え
- マイ・エレメント（2023年8月4日公開）[4]
- マーベルズ（2023年11月10日公開）[5]
- エイリアン:ロムルス（2024年9月6日公開）[6]
- キャプテン・アメリカ:ブレイブ・ニュー・ワールド（2025年2月14日公開） - 女性記者A 役[7]